# Пузырник средний
Пузырник средний (лат. Colutea ×media) — вид деревянистых растений рода Пузырник (Colutea) семейства Бобовые (Fabaceae). Гибрид пузырника древовидного (Colutea arborescens) и пузырника восточного (Colutea orientalis).

## Ботаническое описание

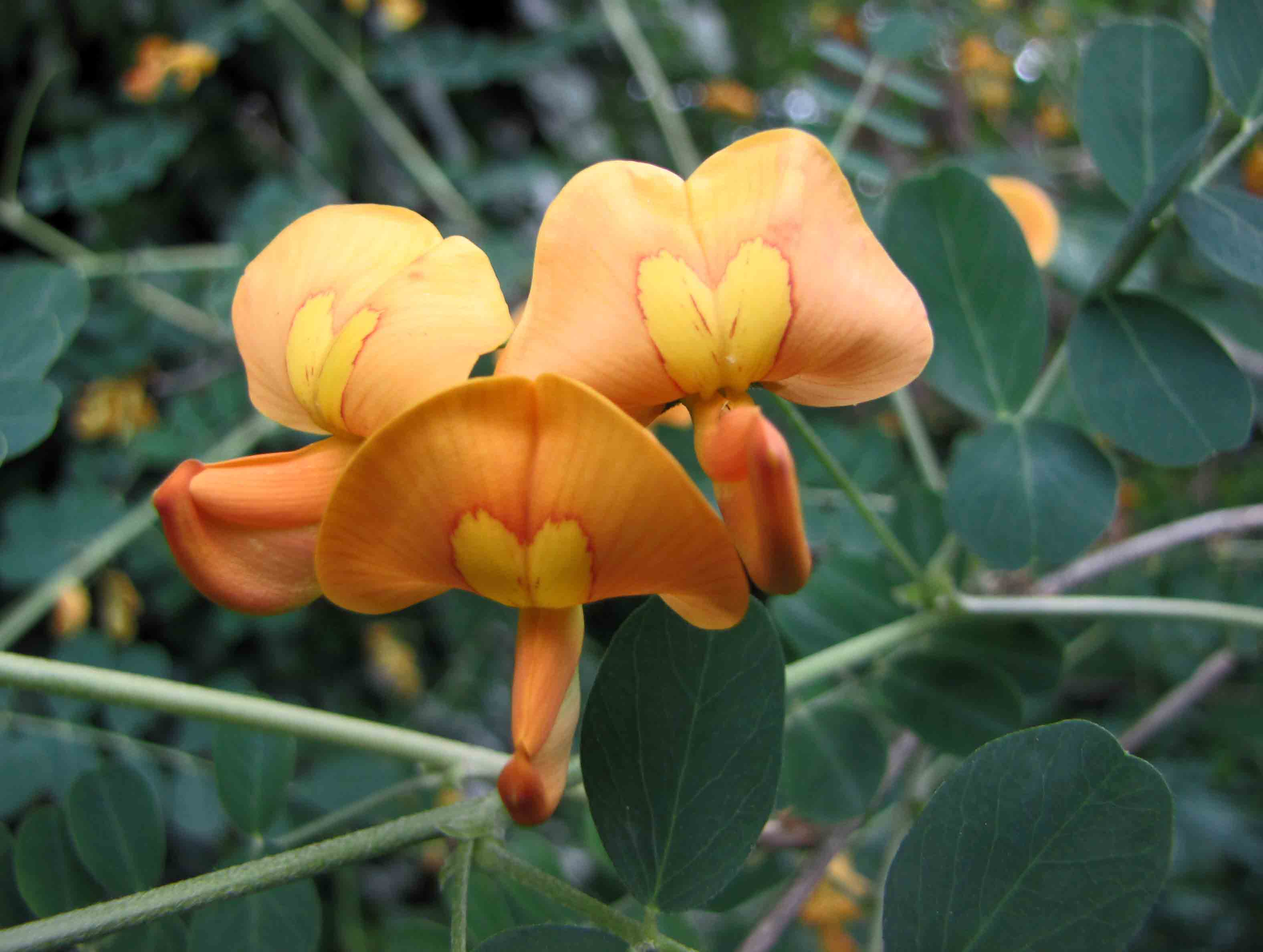
Цветки

Кустарник. От пузырника древовидного отличается меньшей высотой, голубовато-зелёными листьями, цветками меньшего размера и более тёмной окраски и отчасти открытым, иногда с загнутым вниз кончиком, плодом.
От пузырника восточного отличается большими размерами куста, листочками более крупными, многочисленными, тонкими и с более явственным жилкованием и более светлой окраской венчика.
Очень варьирует, приближаясь к одному или другому из родительских видов. Оба родительских вида в культуре очень легко дают гибриды. По-видимому нередка многократная перегибридизация. Цветение с мая до осени.